# Concordia Lutheran Conference
Concordia Lutheran Conference (CLC) är ett lutherskt kyrkosamfund i USA med cirka 350 medlemmar i 8 församlingar. Det har sina rötter i Lutheran Church - Missouri Synod, företräder en starkt konservativ tolkning av den lutherska tron och betonar lokalförsamlingens självständighet. En speciell läropunkt som kännetecknar CLC är att man inte tillåter att präster har sekulära arbeten vid sidan om sin prästtjänst.